# 不必要的醫療照顧
不必要的醫療照顧（英語：Unnecessary health care）又稱過度治療、過度醫療（overutilization、overuse、overtreatment），指的是提供的醫療照顧份量或者是產生的成本，都高於應有的程度。在美國，醫療衛生成本佔GDP的比例，是已開發國家中最高，過度使用是造成這種高支出的主要原因，估計在2012年，過度使用約佔其醫療衛生支出的三分之一（2.6兆美元中的7,500億美元）。
導致過度使用的因素包括：要求醫事人員做更多的事，因此要支付更多的錢（按服務收費支付模式）、擔心有日後訴訟而多做防禦性醫療、消費者不是付款人（無論是由公共保險，私人保險，或是兩者代患者支付），不會產生需求的價格彈性的結果。這些因素導致醫療系統中的各方（醫生、患者、藥廠、設備製造商）都缺乏約束醫療衛生價格的足夠動機，因此無法控制過度使用。付款人（例如國民健康保險系統，或是聯邦醫療保險和聯邦醫療補助服務中心（CMS））會強調根據醫療必要性作為付款的條件。但是，必要與否之間的分際，存有相當的主觀性。
嚴格來說，過度治療是指不必要的醫學干預，包括對可自癒疾病的治療（過度診斷），或對僅需有限治療的疾病給予廣泛的治療。
從經濟上講，它與過度醫療化有關。

## 定義
這個名詞是由約翰·溫伯格所說的不合理的變異蛻變而來，不同的治療方式是根據人們居住的區域，而不是根據臨床標準而發生。他在1967年的研究發現這種情況，並在1970年代和1980年代發表："基本前提-所謂醫學是科學，由醫生依據公認的事實和理論做出臨床決定來執行，但實際上與我們所看到的數據不符。很明顯的，醫療衛生提供者在推動需求方面，比之前我們所知的有更大的影響力。"
2008年，美國生物倫理學家Ezekiel J. Emanuel和健康經濟學家Victor R. Fuchs將不必要的醫療照顧定義為"過度利用"，即提供的服務份量或者成本都比適當的為高。最近，經濟學家試圖從錯誤消費而非從過度消費的角度來談論不必要的醫療照顧。
在2009年，兩名美國醫生在一篇社論中寫道，不必要的醫療照顧"可定義為對患者沒有明顯好處的服務"，它可能佔美國醫療衛生服務的30％。他們提到2003年有關醫療衛生支出有區域差異的研究，研究發現："聯邦醫療保險（Medicare）支出較高的地區，患者比支出較低的地區的享有更多的護理，但並沒產生較好的健康結果或較高的滿意度。"
2012年1月，美國醫師學會的倫理，專業和人權委員會建議，與'簡約護理'相比，過度治療可作為簡約護理的反義詞，簡約護理是"利用最有效的手段，有效的診斷，來治療病症。" 
2012年4月，醫療衛生改進研究所的唐·貝里克和智庫蘭德公司的Andrew Hackbarth把過度治療定義為"無視合理的科學和患者自己的偏好，讓患者接受那些對他們無助的護理-而這些護理是植根於過時的護理習慣、供應導向行為、和對科學的漠視。"他們寫道，"試圖為所有的患者做某件事（治療或測試），不可避免的會施加到不需要的患者身上。" 在情況不確定的時候，"臨床最佳決策就會產生某些無實益的醫療照顧的副產品。"
在2015年10月，兩名小兒科醫生表示，把"過度治療當作一種違反道德的行為"，有助於分辨醫事人員在治療或者不治療兩種衝突性動機的所在。

## 醫療衛生費用
美國是全球人均醫療衛生支出最高的國家，與其他國家/地區的患者相比，患者去醫院看病的次數較少，住院天數也較少，但價格高昂，一些療程和新藥的使用比其他地方多，醫生的待遇是其他國家的兩倍。紐約時報報導"沒人能確定"美國有多少不必要的醫療照顧。過度使用已經不再在醫療總支有大的佔比，2016年的美國醫療總支出是3.3兆美元。，在2018年則是3.6兆美元。
2014年，研究人員透過網站明智選擇以及其他來源，對許多被列為價值不高的服務做分析。他們查看2008-2009年的支出情況，發現這些服務佔Medicare費用的0.6％或是2.7％，要求做這些低價值服務的醫生沒有明顯的模式。美國國家醫學院（IOM）在2010年使用不同的方法對"不必要的醫療照顧"做出兩種估算：醫療支出（2.6兆美元）的0.2％，或者是1％至5％，IOM在2012年的報告中引用2010年的報告，來解釋這個8％的不必要醫療照顧的估算數字（2,100億美元），但沒有解釋兩年數字的差異原因。IOM的2012年報告還說，還有5,550億美元的其他浪費支出，和前述2,100億美元的浪費之間存在"未知的重疊"。
IOM在2005年估計（並未提出估計方法或資料來源），"在醫療衛生的費用，每花1美元，就有0.30到0.40美元是花費在品質低下的服務上"，相當於 "每年浪費超過五千億美元...浪費在過度使用、使用不足、濫用、重複、系統故障、不必要的重複、溝通不暢、和效率低下。"2003年由Elliott S. Fisher等人發表的文章，他們發現"對於各地區享有Medicare的患者來說，無論是在住院、外科手術、還是在醫院內進行診治，做得更多，但仍不能顯示明確的健康利益。" 在2003年，在不傷害患者的前提下，Medicare支出最多可削減30％。
如果過度使用醫療照顧，患者會面臨到不必要併發症的風險，有記錄顯示過度使用手術和其他治療方法會對患者造成傷害。

## 肇因
醫生的決定是不必要的醫療照顧的近因，但是他們做這種決定的時候，會受到潛在動機，以及可能遭受的懲罰所影響。

### 第三方付款人和按服務收費
當公共或私人保險機構利用按服務收費方式支付給醫生的時候，就可能有人不會考慮考慮到治療費用。第三方支付，還有按服務收費這兩種做法都有造成浪費的可能。按服務收費產生過度使用的龐大誘因，因為醫療衛生提供者（例如醫生和醫院）可透過過度治療而獲得額外收入。
阿圖·葛文德於2009年在《紐約客》雜誌上發表他對德州麥卡倫市Medicare按服務收費報銷調查的結果。在Medicare的費用報銷，麥卡倫市在2006年的排名僅次於邁阿密，為美國的第二高。每個患者的費用幾乎是全國平均水準的兩倍。
然而在1992年，麥卡倫市的醫療費用幾乎和Medicare的全國平均支出相同。在查看其他可能的原因（例如當地人的健康狀況比較差，或者有醫療事故）之後，葛文德認為麥卡倫市是一個過度使用醫療服務的例子，他的結論是，麥卡倫市當地醫療機構的商業文化是把醫療服務當作賺取收入的來源，與梅奧醫院，還有在科羅拉多州大章克申市醫療市場上的低成本，高品質醫學文化形成鮮明對比。 葛文德建議：
隨著美國努力在擴大醫療保險的覆蓋範圍，同時又要控制醫療費用，我們現在面臨的決定，比我們是否擁有公共保險選項、或是我們終將擁有長期單一支付者醫療衛生系統、還是公共與私人保險的混合組成，更為重要。重要的是我們是否要獎勵那些試圖建立新一代，像梅奧醫院和大章克申市地區醫療機構的領導人。如果我們不這樣做，麥卡倫市將不會是一個離群值（極少數的案例），我們的未來可能就會變成這樣。

### 醫療事故法和防禦性醫學
美國醫生為了保護自己免受法律起訴，是有要求進行不必要的臨床檢查或者實際作用不大的檢查的動機。防禦性醫學是被用來解釋高昂醫療費用的首選原因，但根據阿圖·葛文德估計，防禦性醫學在2010年僅占美國醫療衛生總支出2.3兆美元的2.4％。

### 直接對消費者作廣告
直接對於消費者作廣告會鼓勵患者採用藥物、器械、診斷方法、或者療程。有時，服務提供者會直接提供這些治療或服務，而不是花費心思，試圖說服患者說這些並不需要，或甚至是結果可能是弊大於利。

### 醫師的傾向
達特茅斯學院的Geisel醫學院教授吉爾伯特·韋爾奇在2016年指出，醫生和公眾的某些傾向可能會產生不必要的醫療照顧，例如：
- 只想到嘗試降低風險，而沒想到潛在利益甚微，或甚至是沒有
- 只想解決問題，而不使用風險較低的檢測，或是順應的策略
- 只想行動迅速，而事實上是利用等待，以得到更多資訊，可能更為明智
- 沒考慮用"無作為"的做法
- 低估運用診斷測試的不利之處
- 未思考新療法的成本或舊療法的有效性，就採用新法，揚棄舊法
- 為延長患者生命，但未顧及健康品質就提供治療，不探究患者自己的想法

## 舉例

### 成像
過度使用影像診斷（如X射線和CT掃描）被評斷為無法改善患者的護理結果。導致過度的因素包括" 醫師自我推薦、患者自己的意願、不妥適的經濟動機、衛生系統因素、產業、媒體、缺乏認知、還有防禦性醫療。"有幾家著名組織，例如美國影像診斷學院（ACR）、英國皇家影像診斷學院（RCR）、和世界衛生組織（WHO），就此而共同制定"適當性標準（appropriateness criteria）"以供參考。加拿大影像診斷醫生協會在2009年估計，加拿大的醫療系統有30%的影像診斷屬於多餘。2008年Medicare報銷顯示胸部CT掃描被過度使用。經濟動機被顯示是影響到牙醫使用更多X射線成像的原因，牙醫因為要求做這種成像可得到額外的收費。
過度使用影像診斷會導致診斷出原本無關重要的疾病（請參考過度診斷（overdiagnosis））。

#### 醫師自我推薦
有種過度使用的類型是醫生自我推薦。
多項研究不斷發現同一件事，即當一位非影像診斷醫生對放射線影像設備有經濟關係，而且有機會推薦的話，這些醫生的成像使用量就會不必要的增加。美國成像使用的增長（是增長最快的醫師服務）大部分是非影像診斷醫師的自我推薦所產生。在 2004年，這種過度使用估計讓美國年度醫療衛生費用花費160億美元。截至2018年的審查證據顯示，在小兒科的過度治療、過度醫療化、和過度診斷，包括有靜脈注射補充體液、抗抑鬱藥、腸道外營養、過度使用計劃提前分娩、腳踝受傷後的固定、使用水解嬰兒配方食品、對從細支氣管炎恢復的兒童有低血氧症的過度診斷。

### 其他例子
- 對可利用門診治療的慢性病患者[42]，採用住院治療[43]
- 享有Medicare覆蓋的患者，在生命中最後一年接受手術治療；手術越多的地區，死亡率更高[44][45]
- 對病毒性感染或自癒性感染使用抗生素[1][46]（過度用藥會造成抗生素抗藥性）
- 鴉片類藥物處方藥[47]存在成癮的風險。在某些情況下，開出的藥量可能會超過緩解疼痛的需要量，或者使用不同的疼痛治療或者藥物可能也有效，但風險較低。
- 在美國，很多輸血都是在沒對患者之前的輸血情況做檢查，確定有需要之前，就直接進行，或者是在監測以及利用回收患者自身血液，或者在手術前利用補充鐵質療法，減少手術後輸血機率，並降低併發症的風險。[48]
- 在美國，估計有八分之一的冠狀動脈支架（用於收費在20,000美元的手術）是用在非急性的症狀[49][50]
  - 由馬里蘭大學聖約瑟夫醫學中心（英语：University of Maryland St. Joseph Medical Center）的心臟病學主席Mark Midei進行的心臟動脈支架手術[51][52][53][54]
- 在加利福尼亞州Shasta區域醫療中心（英语：Shasta Regional Medical Center）的心臟繞道手術，遭受聯邦調查局突襲檢查情事[55][56][57]
- 對罹患末期癌症患者做是否有其他癌症的篩檢[58]
- 對有正常子宮頸抹片檢查和人類乳突病毒檢測結果的女性，要求做年度篩檢（根據參考文獻的資料，每三年做一次即可）[59][60] [61]

## 減少過度使用的嘗試
在過去數十年，使用管理（使用審查）不斷演進以試圖減少過度使用。保險公司聘請醫生審查其他醫生的做法，以檢查是否有過度使用的情況。對於大多數的臨床醫生，這種審查的聲譽不佳，因為審查者有其自身的不正當動機（例如，無論如何都得找到拒絕支付的方式），並且在某些情況下，執行審查的人不是執業醫師，缺乏實際的臨床洞察力或知識。
美國在2010年所做的醫療衛生改革，《患者保護與平價醫療法案》中並未包含有嚴格的策略去減少過度使用；"公眾已經明確表示，他們不希望被指揮說哪些醫療衛生可用，那些不可。"普林斯頓大學的衛生經濟學家Uwe Reinhardt 說，"有人攻擊過度使用的那一刻，就馬上會被冠上納粹的惡名"。
醫界專業協會和其他團體已開始推動政策變更，以促使臨床醫生避免提供不必要的醫療照顧。大多數醫生都承認實驗室檢查是被過度使用，但"仍然很難讓他們相信他們自己也可能是在過度使用。" 2011年11月，美國內科醫學委員會開始推動明智選擇運動，目的是透過公佈經常過度使用的測試和治療方法的清單，來提高對過度治療的認識，並改變醫生的行為，促使醫生和患者避免。
在英國，線上平台AskMyGP在2011年啟動，設法減少不必要的醫療約診。在這項應用程式畫面，會提供有關症狀的問卷給患者，然後根據彙整資料來評估患者對醫療的需求。這項計劃相當的成功，截至2018年1月已經處理過29,000例疾病發作案例。
2012年4月，智庫勞恩研究所（Lown Institute）和另一家智庫新美國的健康政策計劃共同召開一個"避免可避免的醫療照顧（Avoiding Avoidable Care）"會議 。這是第一個完全專注於過度使用醫療資源的重大醫學會議，包括伯納德·洛恩、唐·貝里克、克里斯汀·卡塞爾、阿米塔布·錢德拉、朱迪·安·比比、和胡利奧·弗倫克等人的演講。第二次會議計劃在2013年12月舉行。
自會議以來，勞恩研究所的工作重點是加深大眾對過度使用的理解，並引起公眾對這種做法背後的道德和文化的驅動因素作討論，尤其是這種隱性課程在醫學院和住院醫師中的作用。
負責審查護理品質的患者安全委員會，可將過度使用視為一種不良事件。

### 文獻
1. 1 2 3 4 5 6 7 8  Ezekiel J. Emanuel, Victor R. Fuchs.  (PDF). The Journal of the American Medical Association. 2008, 299 (23): 2789–91. PMID 18560006. doi:10.1001/jama.299.23.2789. （原始内容 (PDF)存档于2009-09-02）.
2. ↑  Kliff, Sarah. . The Washington Post. 2012-09-07  [2016-03-31]. （原始内容存档于2015-12-30）.
3. ↑  Ezekiel J. Emanuel & Victor R. Fuchs. . The Journal of the American Medical Association. 2008, 300 (19): 2251. doi:10.1001/jama.2008.605.
4. 1 2  Victor R. Fuchs. . JAMA: The Journal of the American Medical Association. December 2009, 302 (22): 2481–2482. PMID 19996406. doi:10.1001/jama.2009.1821.
5. ↑  Alix Spiegel. . This American Life. 2009-11-10  [2020-09-14]. （原始内容存档于2011-11-05）.
6. ↑  Michael T. McCue Clamping down on variation （页面存档备份，存于） - Managed Healthcare Executive, February 01, 2003
7. ↑  Hensher, Martin; Tisdell, John; Zimitat, Craig.  (PDF). Social Science & Medicine. 2017-03-01, 176: 77–84  [2020-09-14]. PMID 28131024. doi:10.1016/j.socscimed.2017.01.020. （原始内容存档 (PDF)于2018-07-19）.
8. ↑  Reilly BM, Evans AT. . Ann Intern Med. 2009, 150 (4): 270–1. CiteSeerX 10.1.1.688.1277 . PMID 19221379. S2CID 12934288. doi:10.7326/0003-4819-150-4-200902170-00008.
9. ↑  Fisher ES, Wennberg DE, Stukel TA, Gottlieb DJ, Lucas FL, Pinder EL. . Ann. Intern. Med. February 2003, 138 (4): 288–98. PMID 12585826. S2CID 8031637. doi:10.7326/0003-4819-138-4-200302180-00007.
10. ↑  Snyder L. . Ann Intern Med. 2012, 156 (1 Pt 2): 73–104. PMID 22213573. S2CID 207536403. doi:10.7326/0003-4819-156-1-201201031-00001.
11. ↑  Berwick DM, Hackbarth AD. . JAMA. Apr 2012, 307 (14): 1513–6. PMID 22419800. doi:10.1001/jama.2012.362.
12. ↑  Ralston Shawn L., Schroeder Alan R. . JAMA Pediatrics. 2015, 169 (12): 1085–6. PMID 26502277. doi:10.1001/jamapediatrics.2015.2702.
13. ↑  Kliff, Sarah. . 2017-10-16  [2018-12-07]. （原始内容存档于2019-11-12）.
14. ↑  . www.commonwealthfund.org.   [2018-12-07]. （原始内容存档于2019-11-10） （英语）.
15. 1 2 3  Gina Colata. . The New York Times. 2010-03-29  [2020-09-14]. （原始内容存档于2017-07-16）.
16. 1 2  . www.cms.gov.   [2018-12-05]. （原始内容存档于2019-09-19）.
17. ↑  .   [2020-09-14]. （原始内容存档于2019-11-11）.
18. ↑  McWilliams, J. Michael; Chernew, Michael E.; Elshaug, Adam G.; Landon, Bruce E.; Schwartz, Aaron L. . JAMA Internal Medicine. 2014-07-01, 174 (7): 1067–1076. ISSN 2168-6106. PMC 4241845 . PMID 24819824. doi:10.1001/jamainternmed.2014.1541 （英语）.
19. ↑  McWilliams, J. Michael; Zaslavsky, Alan M.; Jena, Anupam B.; Schwartz, Aaron L. . JAMA Internal Medicine. 2018-12-03, 179 (1): 16–25. PMC 6583417 . PMID 30508010. doi:10.1001/jamainternmed.2018.5086 （英语）.
20. ↑  Institute of Medicine. . National Academies Press, (their $5 billion figure was 0.2% of total health expenditure). 2010  [2018-12-07]. ISBN 978-0-309-14433-9. PMID 21595114. doi:10.17226/12750. （原始内容存档于2019-11-22） （英语）.
21. 1 2  Loukopoulos, T.; Ahmad, I. . . The National Academies Press. 2000: 101–102  [2020-09-14]. ISBN 978-0-309-26073-2. S2CID 9998202. doi:10.1109/ipdps.2000.846027. （原始内容存档于2021-04-18）.
22. ↑  Lawrence, David. . Washington, DC: National Academy of Sciences. 2005: 99  [2020-09-14]. ISBN 978-0-309-65406-7. PMID 20669457. doi:10.17226/11378. （原始内容存档于2008-07-09）.
23. ↑  Elliott S. Fisher, David E. Wennberg, Thérèse A. Stukel, Daniel J. Gottlieb, F. L. Lucas & Etoile L. Pinder. . Annals of Internal Medicine. February 2003, 138 (4): 273–287. PMID 12585825. S2CID 27581938. doi:10.7326/0003-4819-138-4-200302180-00006.
24. 1 2  Elliott S. Fisher, David E. Wennberg, Therese A. Stukel, Daniel J. Gottlieb, F. L. Lucas & Etoile L. Pinder. . Annals of Internal Medicine. February 2003, 138 (4): 288–298. PMID 12585826. S2CID 8031637. doi:10.7326/0003-4819-138-4-200302180-00007.
25. 1 2  Steven A. Schroeder. . Archives of Internal Medicine. April 2011, 171 (8): 722–727. PMID 21518938. doi:10.1001/archinternmed.2011.149.
26. ↑  . NPR (The Associated Press). 2011-06-15  [2011-06-26].
27. ↑  Gibson; Singh, Rosemary. . Chicago: Ivan R. Dee. 2010: 63–83. ISBN 9781566638425.
28. ↑  Katty Kay. . BBC News. 2009-07-07  [2011-06-19]. （原始内容存档于2010-02-16）.
29. ↑  Bryant Furlow. . The Lancet Oncology. October 2009, 10 (10): 937–938. PMID 19810157. doi:10.1016/S1470-2045(09)70297-9.
30. 1 2 3 4  Atul Gawande. . The New Yorker. 2009-06-01  [2011-06-29]. （原始内容存档于2011-06-10）.
31. 1 2  . Fresh Air (NPR). 2009-06-17  [2011-06-29]. （原始内容存档于2014-03-28）.
32. ↑  Michelle M. Mello, Amitabh Chandra, Atul A. Gawande & David M. Studdert. . Health Affairs (Project Hope). September 2010, 29 (9): 1569–1577. PMC 3048809 . PMID 20820010. doi:10.1377/hlthaff.2009.0807.
33. ↑  Gilbert Welch Assumptions That Drive Too Much Medical Care[] American College of Physicians, n.d., retrieved 9 May 2018
34. ↑  Gilbert Welch. . Beacon Press. 2016. ISBN 978-0807077580.
35. 1 2 3  B. Rehani. . Biomedical Imaging and Intervention Journal. January 2011, 7 (1): e6. PMC 3107688 . PMID 21655115. doi:10.2349/biij.7.1.e6 (不活跃 2020-08-31).
36. ↑   (PDF). Canadian Association of Radiologists. 2009  [2011-06-27]. （原始内容 (PDF)存档于2011-03-22）.
37. ↑  Walt Bogdanich; Jo Craven McGinty. . The New York Times. 2011-06-17  [2011-06-22]. （原始内容存档于2011-06-22）.
38. ↑  Chalkley, M.; Listl, S.  (PDF). Journal of Health Economics. 2017-12-30, 58 (March 2018): 1–9  [2020-09-14]. PMID 29408150. doi:10.1016/j.jhealeco.2017.12.005. （原始内容 (PDF)存档于2022-01-19）.
39. ↑  Elm Ho. . Biomedical Imaging and Intervention Journal. July 2010, 6 (3): e8. PMC 3097773 . PMID 21611049. doi:10.2349/biij.6.3.e8.
40. 1 2 3 4  David C. Levin & Vijay M. Rao. . Journal of the American College of Radiology. March 2004, 1 (3): 169–172. PMID 17411553. doi:10.1016/j.jacr.2003.12.009.
41. ↑  Coon Eric R., Young Paul C., Quinonez Ricardo A., Morgan Daniel J., Dhruva Sanket S., Schroeder Alan R. . JAMA Pediatrics. 2018, 172 (5): 482–486. PMID 29582079. S2CID 4369253. doi:10.1001/jamapediatrics.2017.5752.
42. ↑   (PDF). Dartmouth Atlas Project. 2007-01-15  [2011-06-29]. （原始内容存档 (PDF)于2011-10-02）.
43. ↑  James CD, Hanson K, Solon O, Whitty CJ, Peabody J. . International Journal for Quality in Health Care. June 2011, 23 (4): 445–55. PMC 3136200 . PMID 21672923. doi:10.1093/intqhc/mzr029.
44. ↑  Carrie Gann. . ABC News. 2011-10-06  [2011-10-06]. （原始内容存档于2021-05-11）.
45. ↑  Kwok AC, Semel ME, Lipsitz SR, Bader AM, Barnato AE, Gawande AA, Jha AK. . The Lancet. 2011, 378 (9800): 1408–1413. PMID 21982520. S2CID 31805773. doi:10.1016/S0140-6736(11)61268-3.
46. ↑  Malika Taufiq & Rukhsana W. Zuberi. . Journal of the College of Physicians and Surgeons--Pakistan. January 2011, 21 (1): 60. PMID 21276393.
47. ↑  Markus Dietl & Dieter Korczak. . GMS Health Technology Assessment. 2011, 7: Doc03. PMC 3080661 . PMID 21522485. doi:10.3205/hta000094.
48. ↑  .   [2020-09-14]. （原始内容存档于2022-04-26）.
49. ↑  Ron Winslow; John Carreyrou. . The Wall Street Journal. 2011-07-06  [2011-07-06]. （原始内容存档于2015-07-17）.
50. ↑  Chan;  et al. . JAMA. 2011, 306 (1): 53–61. PMC 3293218 . PMID 21730241. doi:10.1001/jama.2011.916.
51. ↑  Jay Hancock (July 18, 2011). Progress, but not enough, against needless hospital procedures （页面存档备份，存于） The Baltimore Sun Accessed August 4, 2011.
52. ↑  Final Decision and Order （页面存档备份，存于） Maryland State Board of Physicians Accessed August 4, 2011.
53. ↑  Meredith Cohn (July 29, 2011). St. Joseph Medical Center's CEO resigns （页面存档备份，存于） The Baltimore Sun Accessed August 4, 2011.
54. ↑  Larry Husten (July 13, 2011). Maryland Revokes Mark Midei’s Medical License （页面存档备份，存于） Forbes Accessed August 4, 2011.
55. ↑  Walshe K, Shortell SM. . Health Aff (Millwood). 2004, 23 (3): 103–11. PMID 15160808. doi:10.1377/hlthaff.23.3.103.
56. ↑  Gilbert M. Gaul. . The Washington Post. 2005-07-25  [2011-07-05]. （原始内容存档于2012-11-10）.
57. ↑  Rosemary Gibson. . Health Affairs. 2010-08-25  [2010-07-05]. （原始内容存档于2011-05-19）.
58. ↑  Camelia S. Sima; Katherine S. Panageas; Deborah Schrag. . JAMA. October 2010, 304 (14): 1584–1591. PMC 3728828 . PMID 20940384. doi:10.1001/jama.2010.1449.
59. ↑  Roland KB, Soman A, Bernard VB,  et al. . American Journal of Obstetrics and Gynecology. 2011, 205 (5): 447.e1–8. PMID 21840492. doi:10.1016/j.ajog.2011.06.001.
60. ↑  Kathleen Doheny (August 20, 2011). "Annual Pap tests often ordered but unneeded （页面存档备份，存于）" HealthDay (USA Today). Accessed August 22, 2011.
61. ↑  .   [2020-09-14]. （原始内容存档于2021-11-30）.
62. ↑  Jamie A. Weydert, Newell D. Nobbs, Ronald Feld & John D. Kemp. . Archives of Pathology & Laboratory Medicine. September 2005, 129 (9): 1141–1143. PMID 16119987. doi:10.1043/1543-2165(2005)129[1141:ASFCQT]2.0.CO;2 (不活跃 2020-08-31).
63. ↑  .   [2020-09-14]. （原始内容存档于2022-05-12）.
64. ↑  . avoidablecare.org.   [2015-01-19]. （原始内容存档于2015-01-03）.
65. ↑  Harvard Kennedy School. . harvard.edu.   [2015-01-19]. （原始内容存档于2015-01-11）.
66. ↑  . Lown Institute.   [2013-08-21]. （原始内容存档于2013-11-04）.
67. ↑  Azmand S, Ebrahimi S, Iman M, Asemani O. . J Med Ethics Hist Med. 2018-09-09  [2021-03-10]. PMID 31346387. （原始内容存档于2022-04-26）.
68. ↑  Zapata Josué A., Lai Andrew R., Moriates Christopher. . JAMA. 2017, 317 (8): 849–850. PMID 28245327. doi:10.1001/jama.2017.0698.

### 資料來源
- Brownlee, Shannon. . London: Bloomsbury. 2007. ISBN 978-1-58234-580-2.
- Gawande, Atul. . newyorker.com. 2015-05-11  [2015-05-04]. （原始内容存档于2022-05-02）.
- Hendee WR, Becker GJ, Borgstede JP,  et al. . Radiology. October 2010, 257 (1): 240–5. PMID 20736333. doi:10.1148/radiol.10100063.
- R. E. Malone. . Journal of Health Politics, Policy and Law. October 1998, 23 (5): 795–832. PMID 9803363. S2CID 10081763. doi:10.1215/03616878-23-5-795.
- Sana M. Al-Khatib, Anne Hellkamp, Jeptha Curtis, Daniel Mark, Eric Peterson, Gillian D. Sanders, Paul A. Heidenreich, Adrian F. Hernandez, Lesley H. Curtis & Stephen Hammill. . JAMA: The Journal of the American Medical Association. January 2011, 305 (1): 43–49. PMC 3432303 . PMID 21205965. doi:10.1001/jama.2010.1915.
- David B. Larson, Lara W. Johnson, Beverly M. Schnell, Shelia R. Salisbury & Howard P. Forman. . Radiology. January 2011, 258 (1): 164–173. PMID 21115875. doi:10.1148/radiol.10100640. – a story （页面存档备份，存于） on the study
- Gawande, Atul A.; Colla, Carrie H.; Halpern, Scott D.; Landon, Bruce E. . New England Journal of Medicine. 2014-04-03, 370 (14): e21. PMID 24693918. doi:10.1056/NEJMp1401245.

## 外部連結
- Disease Creep: How we're fooled into using more medicine than we need（页面存档备份，存于） by medical investigative journalist Jeanne Lenzer

Template:Unnecessary health care